# 科纳索任机场
科纳索任机场（印尼语：Bandara Kornasoren）又名农福尔机场（印尼语：Bandara Numfor），是印度尼西亚巴布亚省比亚克农福尔县农福尔岛北部的一座机场，IATA代码：。

## 历史和相关机场
农福尔机场是1943-1944年间日军占领农福尔岛修建的三个机场之一。1944年美陆军第158步兵团抢滩登陆农福尔岛，遭遇日军强烈抵抗。1944年7月3日，美陆军第503步兵团空降在岛西北的卡米里机场。1944年8月31日，经过一个月的战斗后农福尔岛被美军解放。
解放后农福尔岛的三个机场（耶布鲁罗机场、卡梅里机场和楠贝尔机场）由盟军使用。
- 耶布鲁罗机场战后由美军使用，后来称为农福尔机场，即现在的科纳索任机场，已成为民用机场

- 卡梅里机场（00°56′49.77″S 134°49′29.23″E / 0.9471583°S 134.8247861°E）位于农福尔岛西北海岸，战后由澳大利亚皇家空军使用，1945年7月澳军撤出，该机场荒废至今

- 楠贝尔机场（01°04′21.72″S 134°49′51.57″E / 1.0727000°S 134.8309917°E）位于农福尔岛西南海岸，由美军使用，战后荒废

## 航空公司和目的地
商业航班由苏西航空提供，有飞往马诺夸里的航班。